# Tiski
Tiski (russisk: Тиски) er en russisk spillefilm fra 2007 af Valerij Todorovskij.

## Medvirkende
- Maksim Matvejev som Denis
- Fjodor Bondartjuk som Verner
- Aleksej Serebrjakov som Dudaytis
- Jevgenija Brik som Taja
- Jekaterina Vilkova som Masja